# Forêt nationale de Restinga de Cabedelo
Pour les articles homonymes, voir Restinga (homonymie) et Cabedelo.
La forêt nationale de Restinga de Cabedelo (portugais : Floresta Nacional da Restinga de Cabedelo) est une forêt nationale brésilienne. Elle se situe dans la région Nord-Est, dans l'État du Paraíba.
Le parc a été créé en 2004 et couvre une superficie de 114,34 hectares.
Il s'étend sur le territoire de la municipalité de Cabedelo.